# Pięć Cywilizowanych Narodów

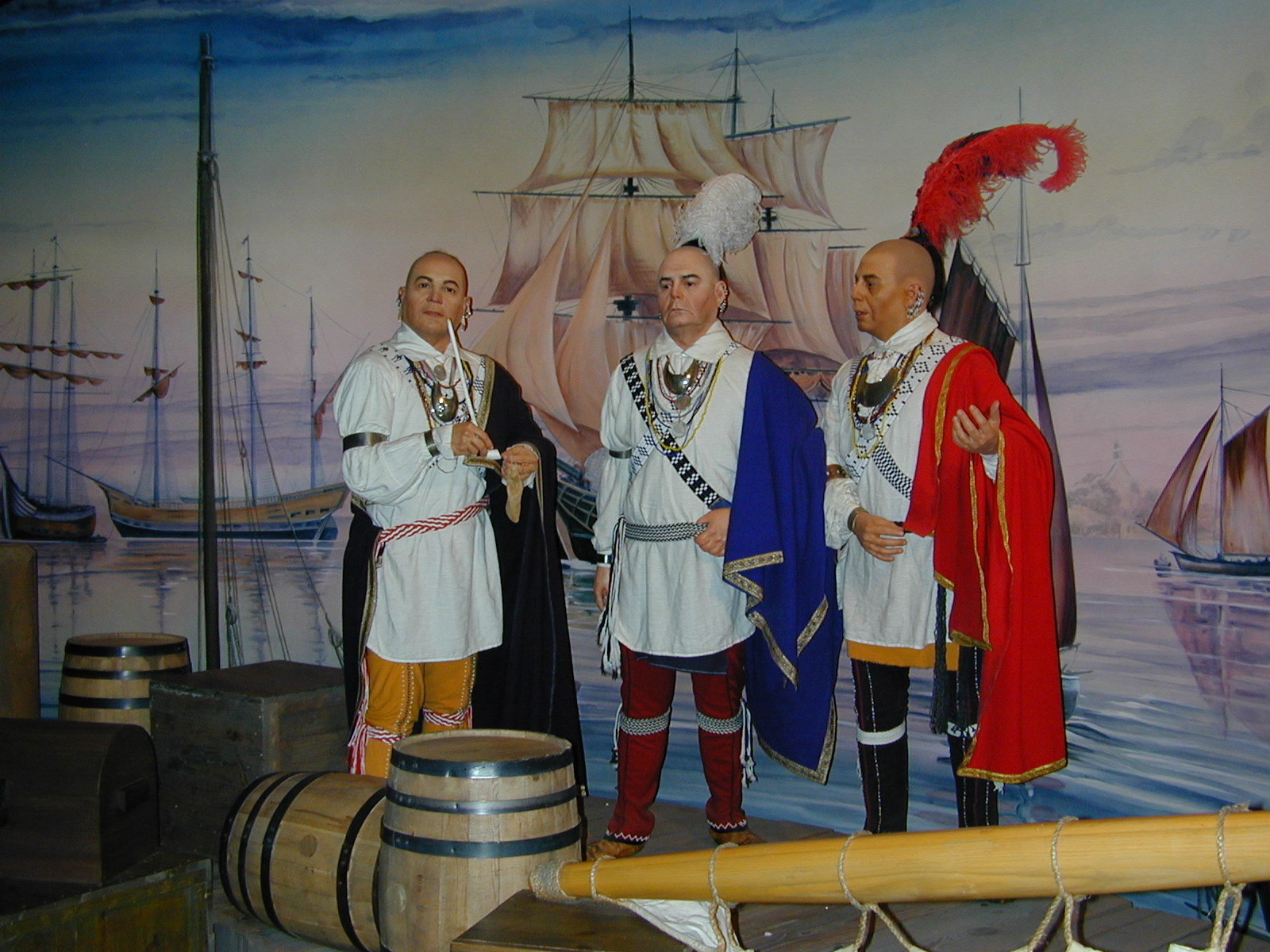
Czirokezi w Londynie. Museum of the Cherokee Indian, Cherokee, Karolina Pn. 2002

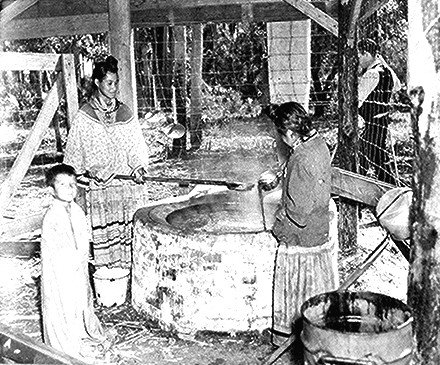
Seminolki gotujące syrop trzcinowy, Seminole Indian, Agency, Floryda, 1941

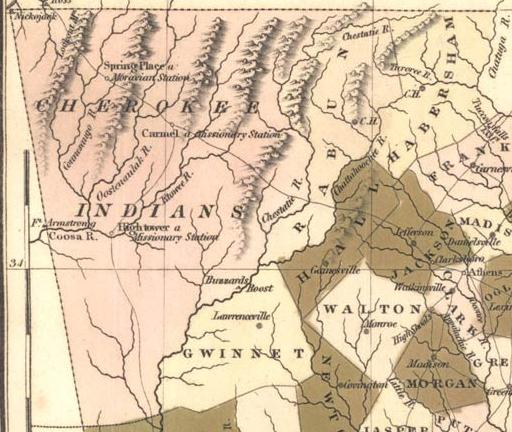
Ziemie Czirokezów na Wschodzie USA w 1822 roku

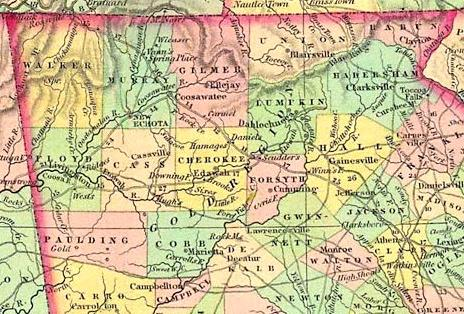
Okręgi zamieszkane przez Czirokezów na Wschodzie USA w 1834 roku

Mapa Terytorium Indiańskiego w 1836 roku

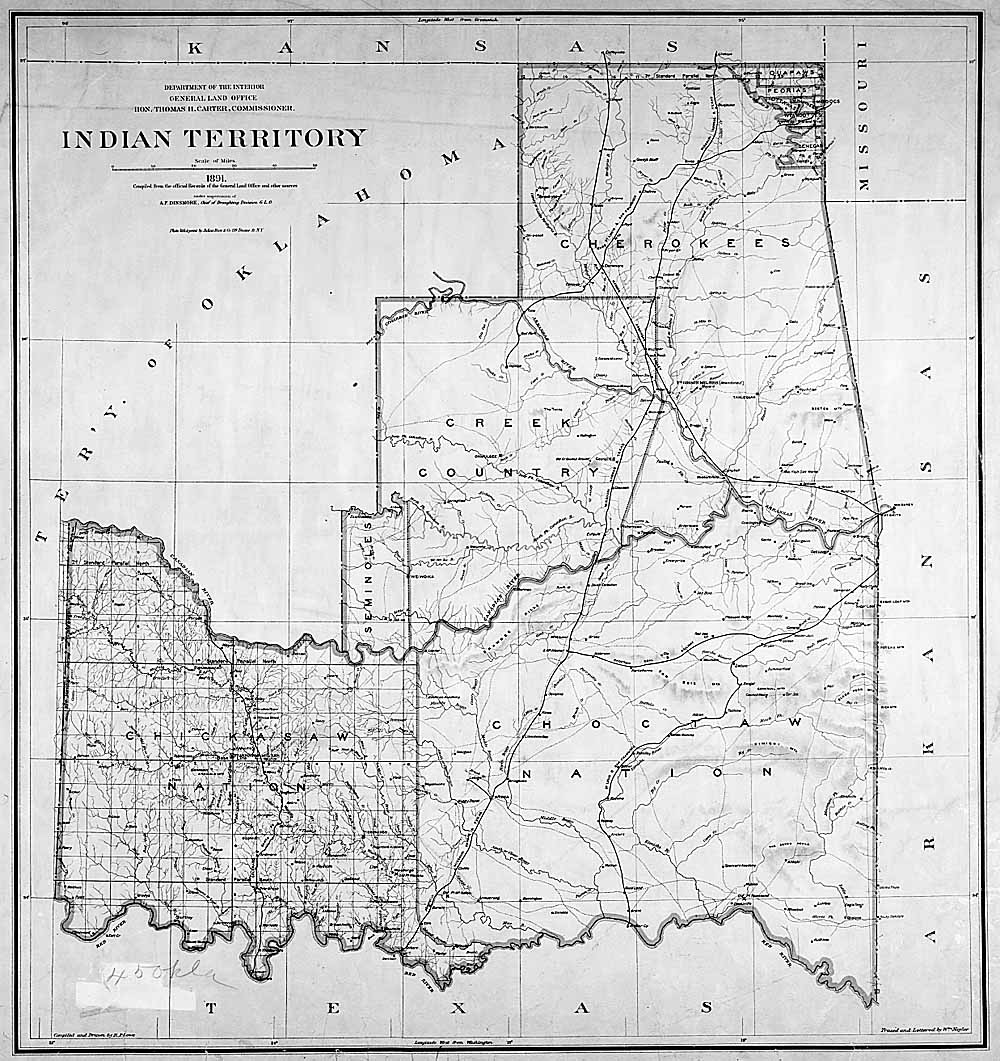
Mapa Terytorium Indiańskiego w 1891 roku

Pięć Cywilizowanych Narodów (ang. Five Civilized Nations lub Pięć Cywilizowanych Plemion, ang. Five Civilized Tribes) – pięć plemion indiańskich z południowego wschodu Stanów Zjednoczonych, które na przełomie XVIII w. i XIX w. najbardziej upodobniły się do przedstawicieli cywilizacji zachodniej.
Pięć Cywilizowanych Narodów tworzyły plemiona:
- Czikasawowie (Czikasaw, ang. Chickasaw)
- Czoktawowie (Czoktaw, ang. Choctaw)
- Czirokezi (Czerokezi, ang. Cherokee)
- Krikowie (Krik, ang. Creek)
- Seminole (ang. Seminole)

Plemiona nazwano „cywilizowanymi”, ponieważ – dążąc do pokojowej koegzystencji ze swoimi białymi sąsiadami z Południowego Wschodu – przejęły one wiele europejskich zwyczajów i norm, w tym sposoby gospodarowania (rolnictwo, hodowla, rzemiosło, handel), sprawowania rządów i sądów, szkoły i druk (w tym własne pismo, opracowane przez Sekwoję, religię i obyczaje). Adaptacja ta była tak skuteczna, iż gospodarka indiańskich sąsiadów stała się uciążliwą konkurencją dla rosnącej liczby białych mieszkańców południowego wschodu USA, coraz intensywniej poszukujących nowych terenów pod osadnictwo i rynków zbytu dla swoich produktów.
Amerykańska ustawa o przesiedleniu Indian z 1830 roku zmusiła te plemiona (mimo sprzeciwu Sądu Najwyższego USA) do porzucenia prosperujących osiedli we wschodnich stanach USA i przesiedlenia się na tereny na zachód od rzeki Missisipi, na tzw. Terytorium Indiańskie (obecnie stan Oklahoma). Najbardziej znanym i tragicznym epizodem tego przesiedlenia był tzw. „Szlak Łez Czirokezów”, ciężki marsz niemal całego plemienia z Georgii na Zachód, podczas którego zmarło około 4 tys. (czyli blisko 1/4) jego uczestników. Ponieważ większość Indian była przeciwna przesiedleniom (choć nie wszyscy), nie obyło się bez prób zbrojnego przeciwstawienia się białym najeźdźcom, protestów dyplomatycznych w Waszyngtonie, ucieczek niewielkich grup w bardziej niedostępne tereny i różnych form biernego oporu. Część Indian powróciła też po latach na swoje dawne tereny na Wschodzie.
Na Terytorium Indiańskim przesiedlone plemiona musiały od nowa zorganizować całe życie społeczne i gospodarcze. Podjęły, w znacznym stopniu skuteczną, próbę adaptacji do zupełnie innych warunków przyrodniczych i geograficznych, ponownego zjednoczenia wielu rozproszonych i skłóconych ze względu na przesiedlenie grup oraz ułożenia sobie stosunków z sąsiednimi plemionami (także przesiedlonymi w te same rejony, lub żyjącymi tam już wcześniej). W obronie swojej niezależności i nowej ojczyzny, na początku XX w. przywódcy Pięciu Cywilizowanych Narodów próbowali nawet doprowadzić – nieskutecznie – do przekształcenia zagrożonego likwidacją Terytorium Indiańskiego w nowy stan USA, zwany „Stanem Sekwoi” (ang. Sequoyah State).
Mimo postępującej w kolejnych dziesięcioleciach kolonizacji Zachodu i stopniowego redukowania Terytorium Indiańskiego na rzecz białych osadników (zakończonej utworzeniem stanu Oklahoma w 1907 roku) Pięć Cywilizowanych Narodów zachowało znaczną autonomię polityczną, ekonomiczną i kulturową. Wielu Czirokezów, Czikasawów, Czoktawów, Krików i Seminoli jest zarazem przykładem stosunkowo dobrej adaptacji (i czasem asymilacji) tubylczych Amerykanów w społeczeństwie amerykańskim.
Współcześnie wielu Amerykanów tubylczego pochodzenia, członków Pięciu Cywilizowanych Narodów, nadal mieszka w rezerwatach i skupiających Amerykanów tubylczego pochodzenia społecznościach w Oklahomie oraz stanach wschodnich, utrzymując dawne więzi plemienne i kulturowe.

Współczesna flaga narodu Czirokezów
Współczesna flaga narodu Krików